# Brasiliens Grand Prix 1981
Brasiliens Grand Prix 1981 var det andra av 15 lopp ingående i formel 1-VM 1981.  

## Rapport
Det regnade kraftigt under söndagen och loppet startade under regntunga skyar. Flera förare, inklusive Nelson Piquet som stod i pole position, hade valt slicks, d.v.s. omönstrade däck, med förhoppningen att banan skulle torka upp allteftersom loppet pågick. Det gjorde den inte och Piquet fick kämpa för att få fäste på den allt blötare banan. När de röda lamporna slocknade var det Carlos Reutemann som kom iväg snabbast och Alan Jones och Riccardo Patrese slogs om andraplatsen. De båda Renaultbilarna, på rutorna fem och åtta, var långsamma iväg och påkördes bakifrån. Efter seriekrocken som uppstod skadades turligt nog ingen, men Mario Andretti, René Arnoux och Chico Serra fick bryta loppet.
De båda Williamsförarna Reutemann och Jones befäste sina tätpositioner och drog ifrån trean Patrese med mer än en sekund per varv och när trettio varv återstod var deras ledning 30 sekunder. När det var sju varv kvar låg Reutemann två sekunder före stallets försteförare Jones och då visade man en skylt med texten "JONES-REUT". Alla förväntade sig nu att Reutemann skulle släppa förbi sin stallkamrat men han brydde sig inte om uppmaningen utan gick i mål som vinnare av loppet. Williams tog en dubbelseger men inte i den ordning man tänkt sig.

## Resultat
1. Carlos Reutemann, Williams-Ford, 9 poäng
2. Alan Jones, Williams-Ford, 6
3. Riccardo Patrese, Arrows-Ford, 4
4. Marc Surer, Ensign-Ford, 3
5. Elio de Angelis, Lotus-Ford, 2
6. Jacques Laffite, Ligier-Matra, 1
7. Jean-Pierre Jarier, Ligier-Matra
8. John Watson, McLaren-Ford
9. Keke Rosberg, Fittipaldi-Ford
10. Patrick Tambay, Theodore-Ford
11. Nigel Mansell, Lotus-Ford
12. Nelson Piquet, Brabham-Ford
13. Ricardo Zunino, Tyrrell-Ford

### Förare som bröt loppet
- Eddie Cheever, Tyrrell-Ford (varv 49, för få varv)
- Bruno Giacomelli, Alfa Romeo (40, för få varv)
- Gilles Villeneuve, Ferrari (25, turbo)
- Hector Rebaque, Brabham-Ford (22, snurrade av)
- Alain Prost, Renault (20, kollision)
- Siegfried Stohr, Arrows-Ford (20, olycka)
- Didier Pironi, Ferrari (19, kollision)
- Andrea de Cesaris, McLaren-Ford (9, motor)
- René Arnoux, Renault (0, kollision)
- Mario Andretti, Alfa Romeo (0, kollision)
- Chico Serra, Fittipaldi-Ford (0, kollision)

### Förare som ej kvalificerade sig
- Jan Lammers, ATS-Ford
- Beppe Gabbiani, Osella-Ford
- Miguel Ángel Guerra, Osella-Ford
- Eliseo Salazar, March-Ford
- Ricardo Londono, Ensign-Ford
- Derek Daly, March-Ford